# Lanceonotus leucaspis
Lanceonotus leucaspis är en insektsart som beskrevs av Capener 1972. Lanceonotus leucaspis ingår i släktet Lanceonotus och familjen hornstritar. Inga underarter finns listade i Catalogue of Life.